# Leno
Leno – miejscowość i gmina we Włoszech, w regionie Lombardia, w prowincji Brescia.
Według danych na rok 2004 gminę zamieszkiwało 12 518 osób, 215,8 os./km².

## Współpraca
- Cassino, Włochy